# تارا جون ونش
تارا جون ونش (بالإنجليزية: Tara June Winch)‏ (2 ديسمبر 1983، ولونغونغ في أستراليا)؛ كاتِبة وروائية أسترالية.